# Denise Hinrichs
Denise Hinrichs (Rostock, 7 giugno 1987) è una pesista tedesca.

## Palmarès
| Anno | Manifestazione    | Sede       | Evento         | Risultato | Prestazione | Note                          |
| ---- | ----------------- | ---------- | -------------- | --------- | ----------- | ----------------------------- |
| 2003 | Mondiali allievi  | Sherbrooke | Getto del peso | 4ª        | 15,08 m     |                               |
| 2005 | Europei juniores  | Kaunas     | Getto del peso | Oro       | 17,55 m     | Miglior prestazione personale |
| 2006 | Mondiali juniores | Pechino    | Getto del peso | Argento   | 17,35 m     |                               |
| 2007 | Europei under 23  | Debrecen   | Getto del peso | Argento   | 17,56 m     |                               |
| 2008 | Mondiali indoor   | Valencia   | Getto del peso | 9ª        | 18,25 m     |                               |
| 2008 | Giochi olimpici   | Pechino    | Getto del peso | 16ª       | 18,36 m     |                               |
| 2009 | Europei indoor    | Torino     | Getto del peso | Argento   | 19,63 m     | Miglior prestazione personale |
| 2009 | Europei under 23  | Kaunas     | Getto del peso | Oro       | 19,18 m     |                               |
| 2009 | Mondiali          | Berlino    | Getto del peso | 10ª       | 18,39 m     |                               |
| 2010 | Europei           | Barcellona | Getto del peso | 6ª        | 18,48 m     |                               |
| 2015 | Europei indoor    | Praga      | Getto del peso | 6ª        | 17,35 m     |                               |

## Altre competizioni internazionali
2015
- 7ª in Coppa Europa invernale di lanci ( Leiria), getto del peso - 16,58 m